# Louis Dupaty

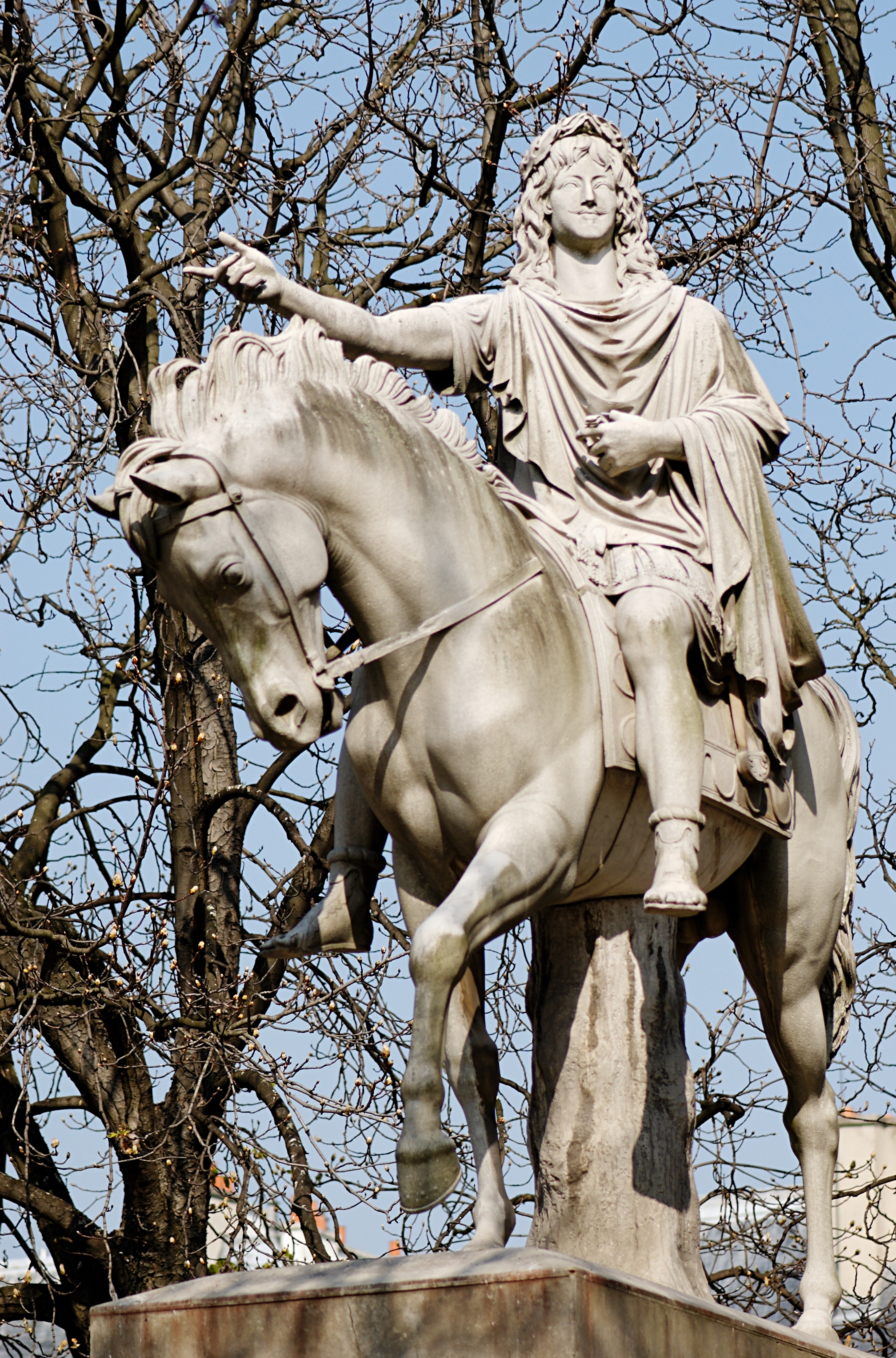
Pomnik konny Ludwika XIII, rozpoczęty przez Dupaty'ego, ukończony przez Jean-Pierre Cortota, place des Vosges, Paryż

Louis Charles Marie Henri Mercier Dupaty (ur. 29 września 1771 w Bordeaux, zm. 12 października 1825 w Paryżu) – francuski rzeźbiarz. 
Od 1816 roku był profesorem w paryskiej École nationale supérieure des beaux-arts.